# アルフォン (タルヌ県)
アルフォン （Arfons）は、フランス、オクシタニー地域圏、タルヌ県のコミューン。

## 地理
アルフォンは、人口170人あまりの小さな村で、ノワール山地の中心部に粘板岩で屋根を葺いた家々が隠れている。オー・ラングドック地域圏自然公園の一部である。
村がOrbi Fontesとローマ時代に名づけられたのは、周囲の多くの水源が崇拝の対象だったからである。これら水源は2つの小河川、ソール川とエグベル川となり、川はブラウントラウトが生息する。2つの集落、バストゥールとエスキュディエは村を囲み、ハイキングや観光の出発点となっている。

## 人口統計
| 1962年 | 1968年 | 1975年 | 1982年 | 1990年 | 1999年 | 2008年 | 2014年 |
| ------ | ------ | ------ | ------ | ------ | ------ | ------ | ------ |
| 340    | 420    | 212    | 179    | 177    | 176    | 187    | 177    |

参照元:1962年から1999年までは複数コミューンに住所登録をする者の重複分を除いたもの。それ以降は当該コミューンの人口統計によるもの。1999年までEHESS/Cassini、2006年以降INSEE。